# Млудниці
Млудниці (пол. Młódnice) — село в Польщі, у гміні Пшитик Радомського повіту Мазовецького воєводства.
Населення — 138 осіб (2011).
У 1975-1998 роках село належало до Радомського воєводства.

## Демографія
Демографічна структура станом на 31 березня 2011 року:
|          | Загалом | Допрацездатний вік | Працездатний вік | Постпрацездатний вік |
| -------- | ------- | ------------------ | ---------------- | -------------------- |
| Чоловіки | 73      | 13                 | 54               | 6                    |
| Жінки    | 65      | 14                 | 27               | 24                   |
| Разом    | 138     | 27                 | 81               | 30                   |